# ウォーリングフォード協定
ウォーリングフォード協定（英：Treaty of Wallingford）とは、1153年にイングランド国王スティーブンとアンジュー伯兼ノルマンディー公アンリ（後のイングランド国王ヘンリー2世）との間で締結された協定。王位継承と無政府時代の収拾を図った和平を交わした。協定はオックスフォードシャーの町ウォーリングフォードに因んで名付けられたが、合意に達したウィンチェスターや正式締結したウェストミンスターの名を取ってウィンチェスター協定（英：Treaty of Winchester）、ウェストミンスター協定（英：Treaty of Westminster）とも呼ばれる。

## 経過
母マティルダからイングランド王位継承権を受け継いでいたアンジュー伯アンリは、アキテーヌ女公アリエノール・ダキテーヌとの結婚で大陸の有力諸侯にのし上がり、1153年1月にフランス・バルフルールからイングランドに上陸、西部で支持者を集めてロンドンへ迫った。対するスティーブンは病気の上、前年（1152年）の王妃マティルダの死去で気落ちしており、弟のウィンチェスター司教ヘンリーとカンタベリー大司教シオボルド・オブ・ベックの仲裁でアンリとの和睦を模索した。これにスティーブンの長男ユースタスが反対しベックの領地を荒らし回ったが、8月にユースタスが急死したため後継者を失ったスティーブンは一層落ち込み、和睦が進められた。
予備交渉はウォーリングフォードで行われ、11月6日にウィンチェスターでアンリとスティーブンの間に協定が結ばれた。イングランドとノルマンディーの諸侯もウィンチェスターに集まり協定に同意、12月にウェストミンスターで正式に承認された。内容は以下の通り。
- スティーブンは終生王位を保証されるが、死後はアンリが王位を継承。
- スティーブンの次男でユースタスの弟ウィリアムは王位継承権を放棄する代わりに、両親と本人・妻の権利でイングランドと大陸に有する所領を継承する。
- 双方とも軍勢を解散する。
- 地方貴族が勝手に築いた城（違法城砦（英語版））は解体する。

協定締結で内乱は終結、翌1154年10月25日にスティーブンが死去すると協定通りアンリがイングランド国王ヘンリー2世として即位、12月19日にウェストミンスター寺院で戴冠式を挙行しプランタジネット朝が始まった。